# Mutacja supresorowa
Mutacja supresorowa – mutacja łagodząca bądź odwracająca efekty fenotypowe mutacji, która zaszła wcześniej (przywracająca fenotyp sprzed pierwotnej mutacji). Mutacje supresorowe są użyteczne w identyfikacji nowych miejsc w genomie związanych z badanymi procesami biologicznymi. Dostarczają także danych dotyczących podlegających wzajemnym interakcjom cząsteczek oraz krzyżujących się szlaków metabolicznych.

## Supresja wewnątrzgenowa
Supresja wewnątrzgenowa jest związana z mutacją supresorową zachodzącą w tym samym genie, co wcześniejsza mutacja. W klasycznym już doświadczeniu Francis Crick i współpracownicy wykorzystali supresję wewnątrzgenową do odkrycia natury kodu genetycznego: wykazali, że informacja genetyczna o strukturze białek jest wyrażona za pomocą niezachodzących na siebie trypletów zasad azotowych (kodonów).  
Badacze zauważyli, że mutacja spowodowana przez insercję pojedynczej zasady azotowej (+) bądź też delecję takiej zasady azotowej (-) może ulec supresji bądź odwróceniu przez mutację do niej przeciwną, o ile obie mutacje zajdą w tej samej okolicy genu (niekoniecznie dokładnie w tym samym miejscu). Doprowadziło to do konkluzji, zgodnie z którą geny odczytywane są w specyficznej ramce odczytu. Delecja bądź też insercja pojedynczej zasady azotowej zmienia ramkę odczytu, określa się ją mianem mutacji przesuwającej ramkę odczytu. Mutacja taka sprawia, że następująca po niej część DNA koduje polipeptyd inny, niż pierwotnie. Na tej podstawie badacze wydedukowali, że druga mutacja – o odwrotnym znaku – powoduje supresję swej poprzedniczki poprzez przywrócenie oryginalnej ramki odczytu, o ile oczywiście odstęp pomiędzy miejscami zajścia obu mutacji nie jest krytyczny dla funkcji powstającego białka. 
Poza powyższym Crick wykorzystał również mutacje supresorowe do ustalenia, jak duże są kodony (to znaczy, ile zasad azotowych liczą). Dowiedziono, że insercje bądź delecje jednej lub dwóch zasad azotowych skutkują zmianą fenotypu, natomiast delecja lub insercja trzech zasad azotowych wiąże się z zachowaniem fenotypu typu dzikiego (niezmienionego). Wyniki te zakończono konkluzją, zgodnie z którą ulegający insercji lub delecji tryplet zasad azotowych nie zmienia ramki odczytu. Dlatego też kod genetyczny operuje trypletami zasad azotowych.

## Supresja międzygenowa
Supresja międzygenowa polega na łagodzeniu efektów mutacji w pewnym genie przez mutację zachodzącą w jakimś innym miejscu genomu – nie w tym samym genie, co pierwotna mutacja. Taka supresja jest użyteczna w identyfikowaniu oraz badaniu interakcji pomiędzy takimi cząsteczkami, jak białka. Przykładowo mutacja zaburzająca wzajemną interakcję pomiędzy dwoma białkami może zostać zrównoważona przez kolejną mutację w jakimś innym miejscu genomu, która przywraca wyjściową interakcję pomiędzy cząsteczkami bądź powoduje odpowiednią interakcję zastępującą tamtą. Pewne białka wchodzące w skład szlaków metabolicznych, biorące udział w transdukcji sygnału i związane z ekspresją genów zostały zidentyfikowane właśnie w ten sposób. Przykłady obejmują tutaj interakcje ligandu z receptorem, jak też interakcję pomiędzy różnymi cząsteczkami zaangażowanymi w replikację DNA, transkrypcję i translację.

## Supresorowe tRNA
Efekt mutacji supresorowej zachodzi również, gdy mutacje, których efekty będą się nawzajem znosić, zajdą jedna we właściwym materiale genetycznym dla danego genu, druga zaś w materiale genetycznym odpowiedzialnym za powstawanie tRNA, zwłaszcza w regionie antykodonowym. Może się zdarzyć, że pomimo iż w wyniku mutacji powstaje transkrypt z błędem w jednej parze zasad, podczas translacji błędny tryplet zostanie odczytany przez niewłaściwie funkcjonujący (zmutowany) tRNA i efekty dwóch błędów wzajemnie się zniosą. Takie tRNA określane jest mianem supresorowych cząsteczek tRNA.